# (6236) Mallard
(6236) Mallard (1988 WF) – planetoida z pasa głównego asteroid okrążająca Słońce w ciągu 5 lat i 204 dni w średniej odległości 3,14 j.a. Odkryta 29 listopada 1988 roku w obserwatorium Nihondaira. Początkowo odkrycie przypisane astronomom Watariemu Kakei, Minoru Kizawie i Takeshiemu Uracie, później uznane za odkrycie zespołowe zespołu Stacji Oohira Obserwatorium Nihondaira.
Nazwa planetoidy pochodzi od brytyjskiej lokomotywy parowej Mallard, która w roku 1938 ustanowiła rekord prędkości lokomoryw parowych wynoszący 203 km/h. Nazwa została zaproponowana przez B. Marsdena. Przed nadaniem nazwy planetoida nosiła oznaczenie tymczasowe (6236) 1988 WF.